# 케라메이코스

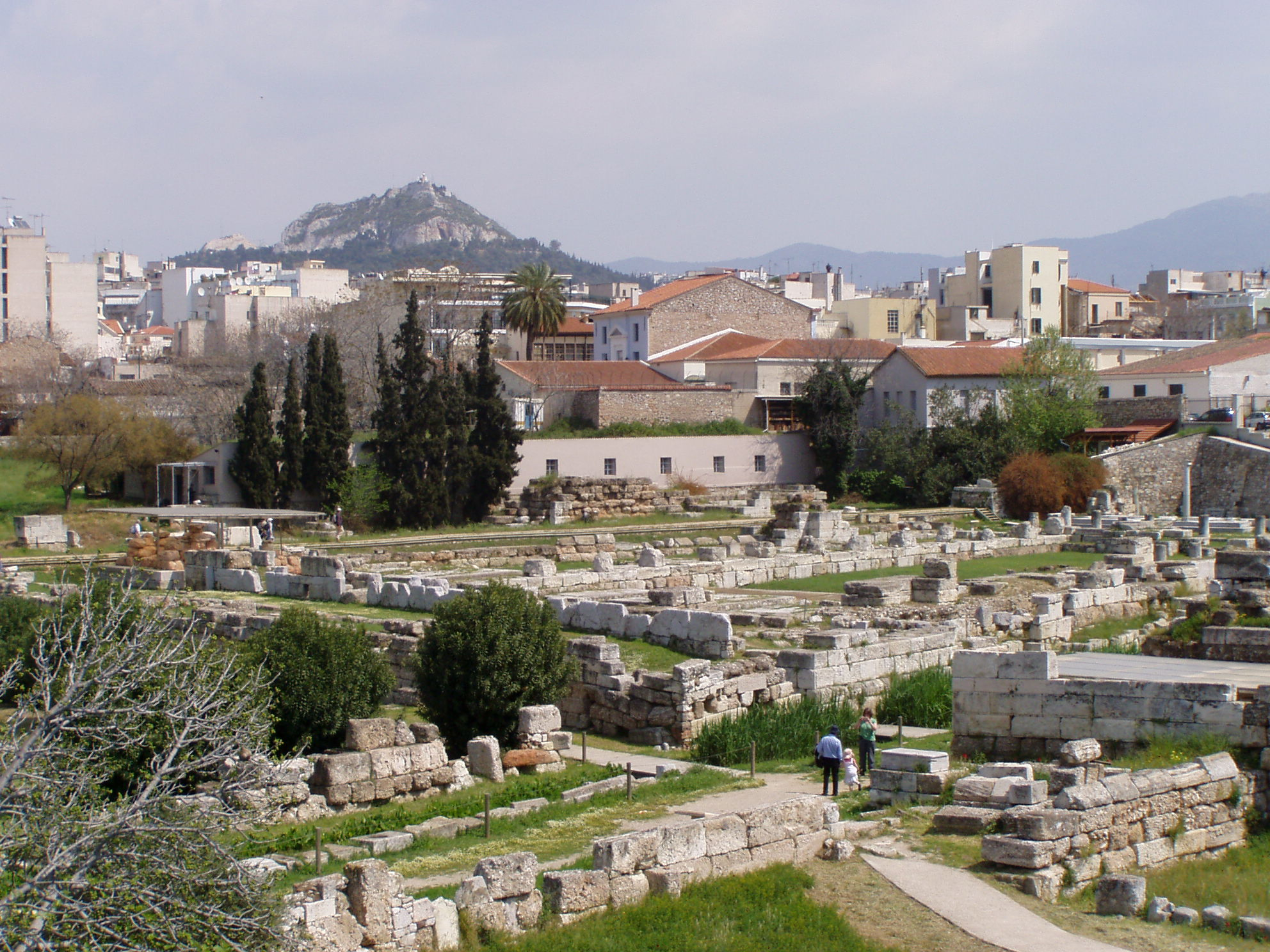
케라메이코스

케라메이코스(그리스어: Κεραμεικός)는 그리스 아테네의 지구로, 아크로폴리스 북서쪽에 위치한다. 시가지에서 도로를 따라 중요 묘지가 많다.